# Gut Menkhausen
Das Gut Menkhausen ist ein denkmalgeschützter ehemaliger Meierhof auf dem Gebiet der Stadt Oerlinghausen im Kreis Lippe in Nordrhein-Westfalen. Es ist mit der Nummer 49 als Baudenkmal in die städtische Denkmalliste eingetragen.

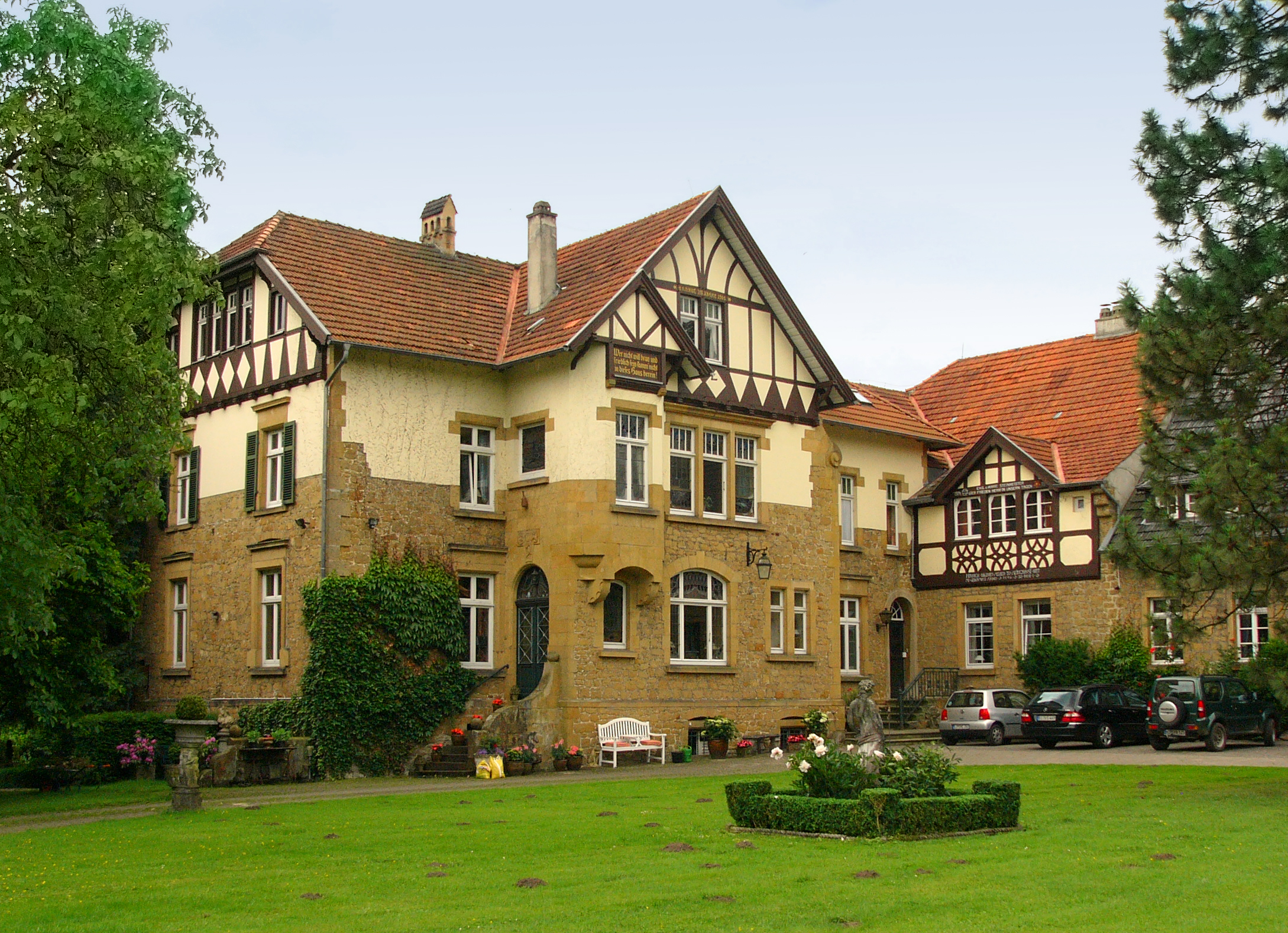
Gutshaus Menkhausen

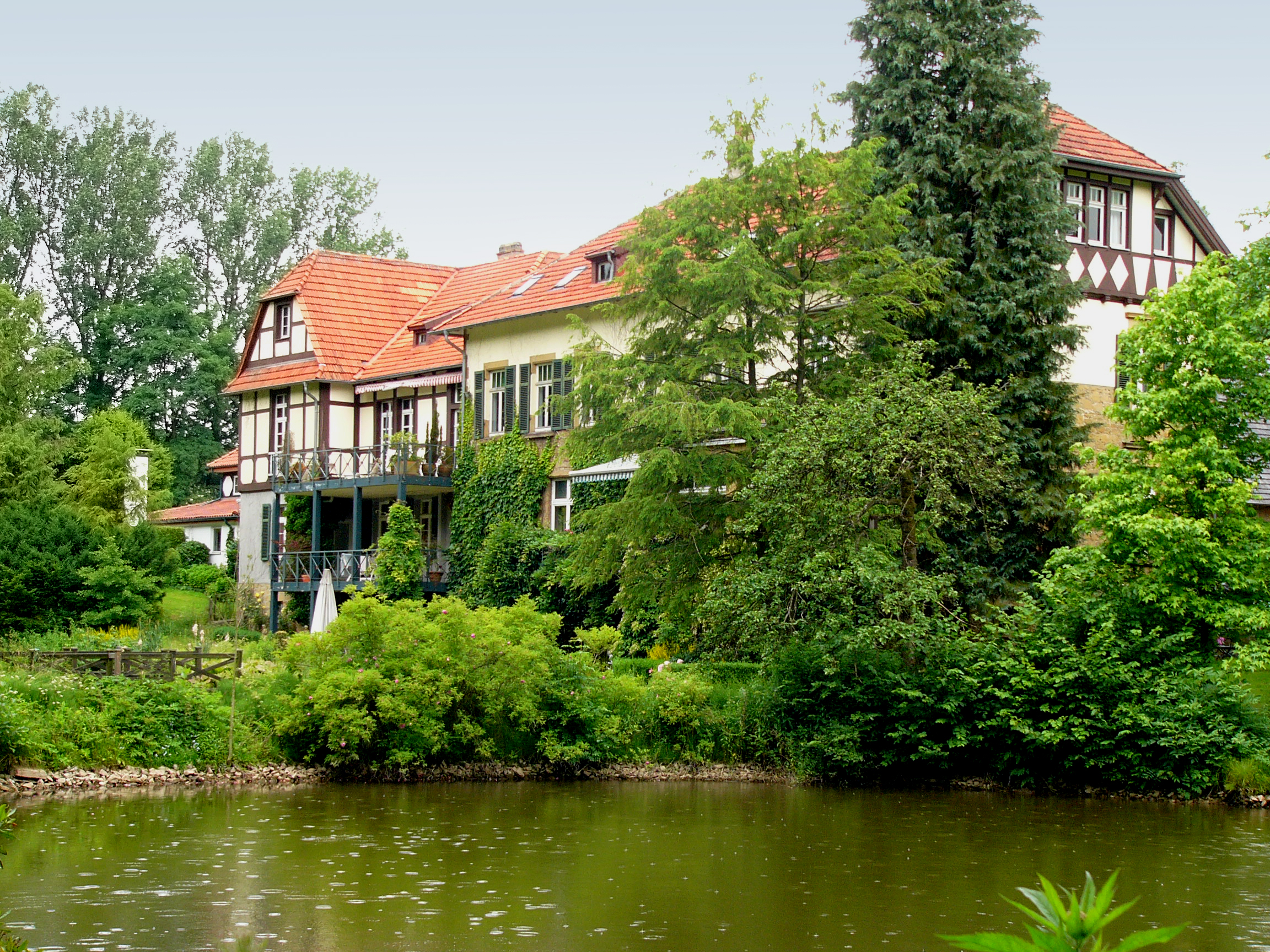
Rückwärtige Ansicht des Gutshauses Menkhausen

## Lage
Das Gut Menkhausen befindet sich in Einzellage im Oerlinghausener Stadtteil Lipperreihe in rund 220 Metern Höhe zwischen den Erhebungen Brunsberg und Markslohberg im Teutoburger Wald. Der Kamm des Menkhauser Berges befindet sich rund einen Kilometer südlich des Gutsgeländes, die Grenze zum Bielefelder Stadtteil Lämershagen-Gräfinghagen rund 500 Meter westlich. Einer der beiden Quellarme des Menkhauser Baches entspringt auf dem Gelände des Gutsparks. Inklusive dieses Parks beträgt die Fläche der Anlage rund einen Hektar.

## Geschichte
Beim Gut Menkhausen handelt es sich um einen ehemaligen Meierhof, der erstmals in der Busdorf-Urkunde vom 25. Mai 1036 als Vorwerk Meginchusen des nahe gelegenen Haupthofs Barkhausen erwähnt wurde. Im Jahr 1841 wurde das Gut zur finanziellen Unterstützung der neu gebildeten lippischen Gemeinde Senne (ab 1927 Lipperreihe) von Oerlinghausen abgetrennt. Erst im Jahr 1969, im Zuge der Eingemeindung von Lipperreihe und Helpup, kam das Gut Menkhausen wieder in das heutige Stadtgebiet zurück. Bereits im Jahr 1467 übernahm der Meier zu Menkhausen den Hof, wurde im Jahr 1871 aufgrund der Verschuldung des Vorbesitzers an die Familie Steinmeister veräußert und daraufhin zu einem repräsentativen Wohnsitz um- und ausgebaut. Um das Jahr 1900 erfolgte die Anlage eines Parks. Das Gut befindet sich bis heute in Privatbesitz.

## Ausstattung
Das aus Sandstein bestehende Gutshaus verfügt heute über mehrere Fachwerkanbauten und Nebengebäude. Ein großes, ebenfalls aus Sandstein errichtetes Stall- und Wirtschaftsgebäude ist nach einem Brand nur noch einstöckig erhalten.

## Park
Der landschaftliche Gutspark verfügt über zwei Teiche und ist mit zahlreichen Rhododendron bepflanzt, zudem finden sich die Arten Urweltmammutbaum, Magnolie und Küsten-Tanne. Zur Ausstattung des Parks gehört auch ein Pumpenhäuschen aus Sandstein, steinerne Bänke, Tische, eine Brücke sowie ein mittlerweile verfallener Pavillon. Im Laufe des 20. Jahrhunderts wurden mehrere Skulpturen angeschafft und aufgestellt.